# Хардой (округ)
Хардой (хинди हरदोई जिला, англ. Hardoi) — округ в индийском штате Уттар-Прадеш. Административный центр — город Хардой. Площадь округа — 5986 км².
По данным переписи 2011 года население округа составляет 4 091 380 человек. Плотность населения — 683 чел./км². Прирост населения за период с 2001 по 2011 годы составил 20,39 %. На 1000 мужчин приходится 856 женщин. Уровень грамотности населения — 68,89 %..
По данным прошлой переписи 2001 года население округа насчитывало 3 398 306 человек. Уровень грамотности взрослого населения составлял 51,88 %, что было ниже среднеиндийского уровня (59,5 %).